# ۲:۲۲ (فیلم ۲۰۱۷)
۲:۲۲ (انگلیسی: 2:22) یک فیلم آمریکایی تولید سال ۲۰۱۷ است. از بازیگران آن می‌توان به میکیل هیوزمن اشاره کرد.